# Chao Zhai
Pour les articles homonymes, voir Chao.
Chao Zhai (en chinois : 翟超 ; pinyin : Zhái Chāo), née le 14 décembre 1971 à Pékin, est une ancienne joueuse chinoise de handball, évoluant au poste de demi-centre ou arrière gauche. Elle a été élue meilleure handballeuse du monde en 2002.

## Club
En janvier 1998,, elle est autorisée à rejoindre l'Europe et plus particulièrement le club allemand du SV Berliner VG 49 (de) grâce à un accord entre Pékin et Berlin, notamment dans le but d'avoir une équipe nationale chinoise compétitive aux Jeux olympiques de 2000 (auxquels la Chine ne parviendra finalement pas à se qualifier). Malgré ses 176 buts marqués au terme de la saison 1998/99 (de), elle ne peut empêcher la relégation du club berlinois, ce qui remet en cause le partenariat entre Pékin et Berlin. Elle y évolue finalement jusqu'en 2000 où elle rejoint le Danemark et le Randers HK, alors quatrième du Championnat du Danemark. Après quatre saisons, il signe pour un autre club danois, le Viborg HK, le meilleur club européen du milieu des années 2000.
Elle y réalise en 2006 le triplé Ligue des champions-Championnat-Coupe du Danemark. Elle met ensuite un terme à sa carrière en 2007 et donne naissance à une fille. Elle signe son retour en 2008 avec Viborg en tant que remplaçante mais a finalement beaucoup de temps de jeu après la grave blessure de Bojana Popović en février 2009. Elle met définitivement fin à sa carrière en septembre 2010.

## Palmarès

### Club
Compétitions internationales
- Vainqueur de la Ligue des champions (2) : 2006, 2009

Compétitions nationales
- Vainqueur du Championnat du Danemark (3) : 2006, 2008, 2009
- Vainqueur de la Coupe du Danemark (2) : 2006, 2008

### Sélection nationale
- Jeux olympiques[7]
  - 5e place aux Jeux olympiques de 1996 à Atlanta
  - 8e place aux Jeux olympiques de 2004 à Athènes

- Championnats du monde
  - 8e place au Championnat du monde 1990
  - 14e place au Championnat du monde 1993
  - 13e place au Championnat du monde 1995
  - 22e place au Championnat du monde 1997
  - 18e place au Championnat du monde 1999
  - 11e place au Championnat du monde 2001
  - 19e place au Championnat du monde 2003

- Jeux asiatiques
  -  Médaille d'argent aux Jeux asiatiques de 1990
  -  Médaille de bronze aux Jeux asiatiques de 1994
  -  Médaille de bronze aux Jeux asiatiques de 2002[7]

### Distinction personnelle
- Élue meilleure handballeuse de l'année en 2002[8]
  - deuxième en 2001[9]